# Wahlbezirk Österreich unter der Enns 32
Der Wahlbezirk Österreich unter der Enns 32 war ein Wahlkreis für die Wahlen zum Abgeordnetenhaus im österreichischen Kronland Österreich unter der Enns. Der Wahlbezirk wurde 1907 mit der Einführung der Reichsratswahlordnung geschaffen und bestand bis zum Zusammenbruch der Habsburgermonarchie.

## Geschichte
Nachdem der Reichsrat im Herbst 1906 das allgemeine, gleiche, geheime und direkte Männerwahlrecht beschlossen hatte, wurde mit 26. Jänner 1907 die große Wahlrechtsreform durch Sanktionierung von Kaiser Franz Joseph I. gültig. Mit der neuen Reichsratswahlordnung schuf man insgesamt 516 Wahlbezirke, wobei mit Ausnahme Galiziens in jedem Wahlbezirk ein Abgeordneter im Zuge der Reichsratswahl gewählt wurde. Der Abgeordnete musste sich dabei im ersten Wahlgang oder in einer Stichwahl mit absoluter Mehrheit durchsetzen. Der Wahlkreis Österreich unter der Enns 32 umfasste den 20. Wiener Gemeindebezirk Brigittenau.
Aus der Reichsratswahl 1907 ging Wilhelm Ellenbogen (Sozialdemokratische Arbeiterpartei) als Sieger hervor. Er konnte sein Mandat bei der Reichsratswahl 1911 erfolgreich verteidigen. Ellenbogen setzte sich jeweils im ersten Wahlgang mit 52 bzw. 59 Prozent gegen den christlichsozialen Bezirksvorsteher Lorenz Müller durch.

### Reichsratswahl 1907
Die Reichsratswahl 1907 wurde am 14. Mai 1907 (erster Wahlgang) durchgeführt. Die Stichwahl entfiel auf Grund der absoluten Mehrheit von Wilhelm Ellenbogen im ersten Wahlgang.
| Kandidat                                                                       | Partei                                   | Wahlkreis- stimmen | Stimmen- anteil |
| ------------------------------------------------------------------------------ | ---------------------------------------- | ------------------ | --------------- |
| Wilhelm Ellenbogen                                                             | Sozialdemokratische Arbeiterpartei       | 7135               | 52,8 %          |
| Lorenz Müller                                                                  | Christlichsoziale Partei                 | 5948               | 44,0 %          |
| Karl Seyerek                                                                   | tschechischer Kandidat                   | 279                | 2,1 %           |
| E. Rischka                                                                     | deutsch-fortschrittlicher Kandidat       | 56                 | 0,4 %           |
|                                                                                | deutsch-nationaler/alldeutscher Kandidat | 42                 | 0,3 %           |
| Sonstige                                                                       |                                          | 54                 | 0,4 %           |
| Wahlberechtigte: 15.299, Ungültige/Leere Stimmen: 252, Wahlbeteiligung: 90,2 % |                                          |                    |                 |

### Reichsratswahl 1911
Die Reichsratswahl 1911 wurde am 13. Juni 1911 (erster Wahlgang) durchgeführt. Die Stichwahl entfiel auf Grund der absoluten Mehrheit von Wilhelm Ellenbogen im ersten Wahlgang.
| Kandidat                                                                       | Partei                             | Wahlkreis- stimmen | Stimmen- anteil |
| ------------------------------------------------------------------------------ | ---------------------------------- | ------------------ | --------------- |
| Wilhelm Ellenbogen                                                             | Sozialdemokratische Arbeiterpartei | 9750               | 59,2 %          |
| Lorenz Müller                                                                  | Christlichsoziale Partei           | 6114               | 37,1 %          |
| Alois Petrak                                                                   | tschechisch-nationaler Kandidat    | 413                | 2,5 %           |
| von Dorn                                                                       | deutsch-freiheitlicher Kandidat    | 66                 | 0,4 %           |
| Sonstige                                                                       |                                    | 123                | 0,7 %           |
| Wahlberechtigte: 18.577, Ungültige/Leere Stimmen: 584, Wahlbeteiligung: 91,8 % |                                    |                    |                 |